# Відкритий чемпіонат Франції з тенісу 2005
Відкритий чемпіонат Франції з тенісу 2005  — тенісний турнір, що проходив на відкритому повітрі на ґрунтових кортах Стад Ролан Гаррос У Парижі з 23 травня по 5 червня 2005 року. Це був 104 Відкритий чемпіонат Франції, другий турнір Великого шолома в календарному році.
Минулорічні чемпіони в одиночному розряді: Гастон Гаудіо та Анастасія Мискіна, не змогли відстояти свої титули. Переможці: Рафаель Надаль та Жустін Енен, розпочали серію перемог із трьох років поспіль. Для Надаля ця серія тривала навіть чотири роки.

## Результати фінальних матчів

### Дорослі
| Одиночний розряд. Чоловіки (Докладніше) |                                  |                         |
| Рафаель Надаль                          | Маріано Пуерта                   | 6–7(6–8), 6–3, 6–1, 7–5 |
|                                         |                                  |                         |
| Одиночний розряд. Жінки                 |                                  |                         |
| Жустін Енен-Арденн                      | Марі П'єрс                       | 6–1, 6–1                |
|                                         |                                  |                         |
| Парний розряд. Чоловіки (Докладніше)    |                                  |                         |
| Йонас Бйоркман Макс Мирний              | Майк Браян Боб Браян             | 2–6, 6–1, 6–4           |
|                                         |                                  |                         |
| Парний розряд. Жінки                    |                                  |                         |
| Вірхінія Руано Паскуаль Паола Суарес    | Кара Блек Лізель Губер           | 4–6, 6–3, 6–3           |
|                                         |                                  |                         |
| Мікст                                   |                                  |                         |
| Даніела Гантухова Фабріс Санторо        | Мартіна Навратілова Леандер Паес | 3–6, 6–3, 6–2           |
|                                         |                                  |                         |

### Юніори
| Одиночний розряд. Хлопці      |                                |               |
| Марин Чилич                   | Анталь Ван Дер Дуйм            | 6–3, 6–1      |
|                               |                                |               |
| Одиночний розряд. Дівчата     |                                |               |
| Агнеш Савай                   | Ралука-Йоана Олару             | 6–2, 6–1      |
|                               |                                |               |
| Парний розряд. Хлопці         |                                |               |
| Еміліано Масса Леонардо Маєр  | Сергій Бубка Жеремі Шарді      | 2–6, 6–3, 6–4 |
|                               |                                |               |
| Парний розряд. Дівчата        |                                |               |
| Вікторія Азаренко Агнеш Савай | Ралука-Йоана Олару Аміна Рахім | 4–6, 6–4, 6–0 |
|                               |                                |               |